# Hay Lin
Hay Lin é uma personagem ficcional, sendo uma das protagonistas da série de quadrinhos Witch.

## Descrição da personagem
Nasceu dia 4 de Junho em Heatherfield, e seu signo é Gêmeos. É bastante sincera e sonhadora, tornando-se a menina mais criativida do grupo Witch. Quando sua avó era mais nova, também foi uma guardiã, mas agora, essa missão passou-se a ela e suas amigas.
Hay Lin ( se pronúncia Hei - Lin ) adora desenhar ( e desenha muito bem ), por isso, gostar de criar suas próprias roupas. No futuro deseja ser uma famosa estilista. Seu animal favorito é o macaco, por achar ele fofo, e sua cor favorita é azul, da cor do céu. Ama jogar Futebol, sendo rápida, marca vários gols. Adora músicas dançantes e ama comer X-salada, com batatinhas. Ama a matéria Artes e odeia a matéria Matemática.
Quando sai de casa, sempre leva consigo uma bolsa. Dentro dela, um lápis e várias canetas, e é claro, um óculos de sol. Seus programas de TV favoritos são desenhos animados, mas prefere os perder para assistir filmes sobre Ficção Científica, pois gostaria de conhecer um alienígena. Para descansar, gosta de ficar desenhando a tarde inteira. Sua mania é escrever nas mãos, por isso muitas vezes esquece das coisas. Sua melhor amiga é Irma Lair
Sua mãe, Joan Lin, e seu pai, Chen Lin, têm um restaurante, onde Hay Lin passa a maior parte do seu tempo. O restaurante também é sua casa: ela mora com os pais em um apartamento em cima do restaurante de comida chinesa da família.
Hay Lin conhece Eric, seu futuro namorado, ao estar andando de roller, quando ele não consegue desviar dela com sua moto e prende-se na bolsa dela. No final, ele a convida para ver estrelas e pouco a pouco, seu relacionamento vai aumentando.

## Quando Witch
É claro que, apesar de levar a vida de uma garota normal, também é bastante ocupada, porque é uma Witch: seu poder é o ar. Ela domina as correntes de ar e pode voar. O mapa dos doze portais, que recebeu de sua avó, fica sempre sob seus cuidados. Sua avó antigamente era uma Guardiã.
Apesar de seus poderes serem bem fortes, ela prefere usa-lós apenas para "voar" e não para lutar contra o mal. Mesmo assim, quando é preciso, os usa. No passado, sua avó também foi uma guardiã de Kandrakar. 

## Curiosidades
- No desenho animado, Hay Lin usa roupas inéditas, que nunca apareceram na Revista. Por outro lado, em todos os episódios ela usa a mesma roupa;
- É fã de óculos grandes e diferentes;
- Fanática por ficção científica, seu maior sonho é se encontrar com um alienígena. Deve ser por isso que, quando gosta de alguma coisa ou de alguém, ela diz que é "espacial".